# Список дипломатичних місій у Фінляндії

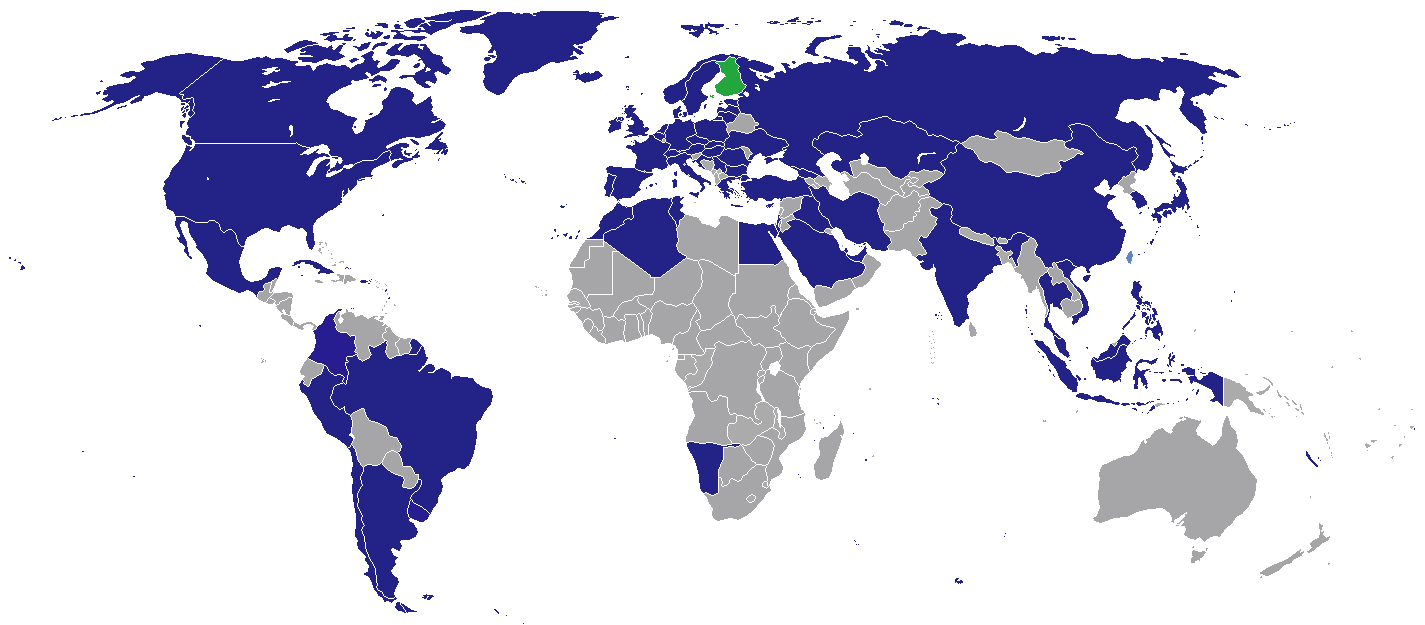
Країни, які мають посольство у Фінляндії.

Нижче представлений список дипломатичних місій у Фінляндії. Наразі в столиці Фінляндії, місті Гельсінкі, знаходяться посольства 64 держав. Багато інших держав мають акредитованих послів в столицях інших держав, в основному в Стокгольмі та Лондоні.

## Посольства

### Європа
- Австрія
- Бельгія
- Білорусь
- Болгарія
- Велика Британія
- Греція
- Грузія
- Данія
- Естонія
- Ірландія
- Ісландія
- Іспанія
- Італія
- Кіпр
- Латвія
- Литва
- Нідерланди
- Німеччина
- Норвегія
- Польща
- Португалія
- Росія
- Румунія
- Сербія
- Словаччина
- Угорщина
- Україна
- Франція
- Хорватія
- Чехія
- Швейцарія
- Швеція

### Азія
- В'єтнам
- Ізраїль
- Індія
- Індонезія
- Ірак
- Іран
- Казахстан
- КНР
- Малайзія
- ОАЕ
- Південна Корея
- Саудівська Аравія
- Таїланд
- Туреччина
- Японія

### Америка
- Аргентина
- Бразилія
- Канада
- Колумбія
- Куба
- Мексика
- Нікарагуа
- Перу
- США
- Уругвай
- Чилі

### Африка
- Алжир
- Єгипет
- Марокко
- Намібія
- ПАР
- Туніс

## Консульства
- Росія - Марієгамн
- Росія - Турку
- Швеція - Марієгамн

## Акредитовані посли

### Стокгольм
- Австралія
- Азербайджан
- Албанія
- Ангола
- Бангладеш
- Болівія
- Боснія і Герцеговина
- Ботсвана
- Ватикан
- Вірменія
- Гватемала
- Домініканська Республіка
- Еквадор
- Еритрея
- Ефіопія
- Замбія
- Зімбабве
- Кенія
- Косово
- Лаос
- Ліван
- Лівія
- Мозамбік
- Молдова
- Монголія
- Нігерія
- Пакистан
- Панама
- Парагвай
- Північна Корея
- Північна Македонія
- Руанда
- Сальвадор
- Сирія
- Судан
- Танзанія

### Лондон
- Габон
- Гамбія
- ДР Конго
- Камбоджа
- Камерун
- Маврикій
- Малаві
- Мальдіви
- Есватіні
- Сейшельські Острови
- Тринідад і Тобаго
- Туркменістан
- Ямайка

### Копенгаген
- Бенін
- Буркіна-Фасо
- Гана
- Кот-д'Івуар
- Люксембург
- Непал
- Нігер
- Словенія
- Уганда

### Берлін
- Бруней
- Ємен
- Йорданія
- Кабо-Верде
- Ліван
- Мадагаскар
- Малі
- М'янма
- Оман

### Москва
- Гвінея
- Джибуті
- Катар
- Киргизстан
- Кувейт
- Республіка Конго

### Інші міста
- Андорра - Андорра-ла-Велья
- Афганістан - Осло
- Бурунді - Осло
- Коморські Острови - Париж
- Лесото - Дублін
- Мальта - Валлетта
- Нова Зеландія - Гаага
- Сан-Марино - Сан-Марино
- Сінгапур - Сінгапур
- Узбекистан - Рига
- Філіппіни - Осло
- Чорногорія - Подгориця
- Шрі-Ланка - Осло

## Представництва міжнародних організацій
- Європейський Союз
- ООН
- Міжнародна організація з міграції
- Північний інвестиційний банк
- Комісія із захисту морського середовища Балтійського моря

## Інші представництва
- Палестина (представництво)
- Республіка Китай (торговельне представництво)

## Галерея

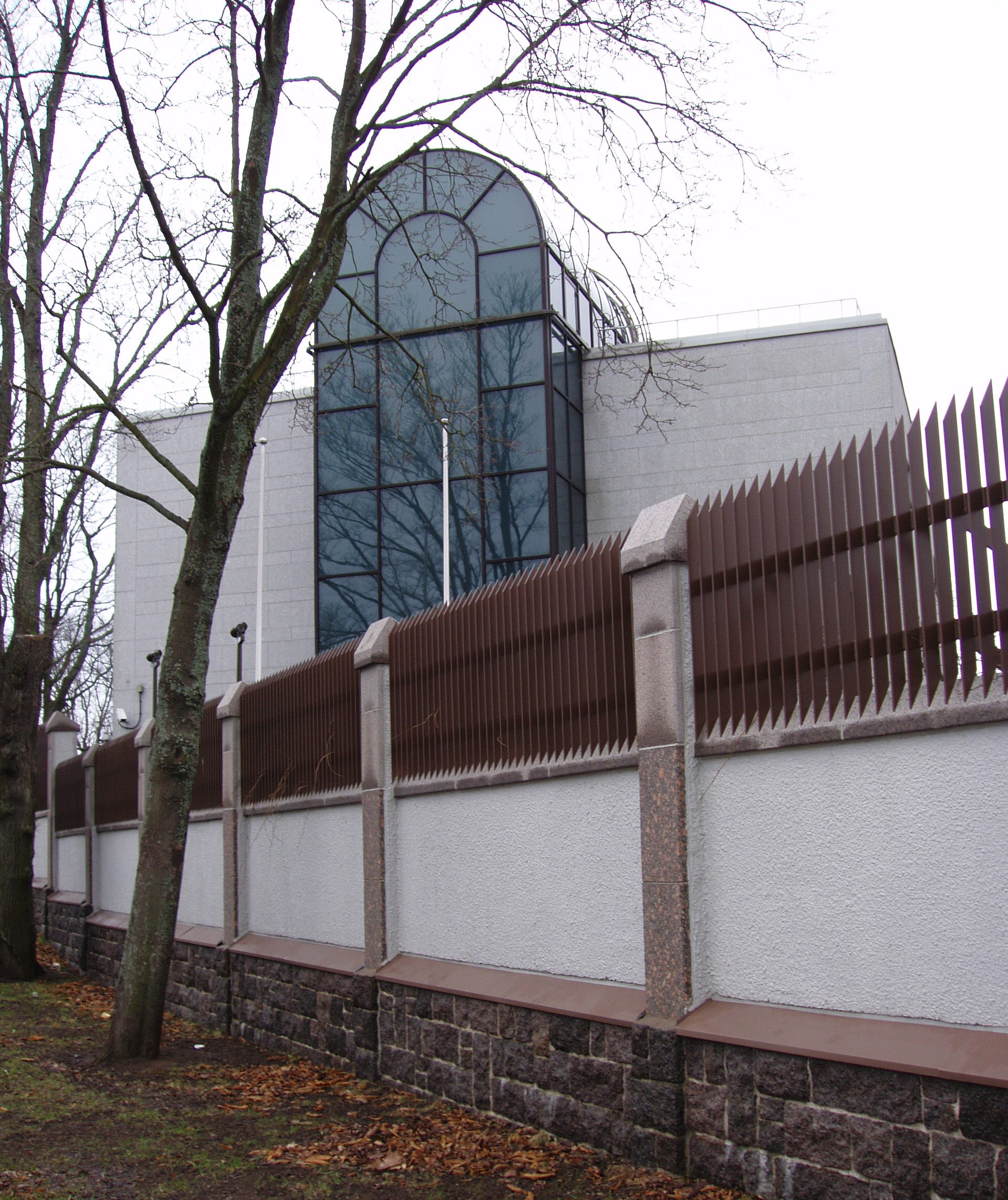
Посольство Великої Британії
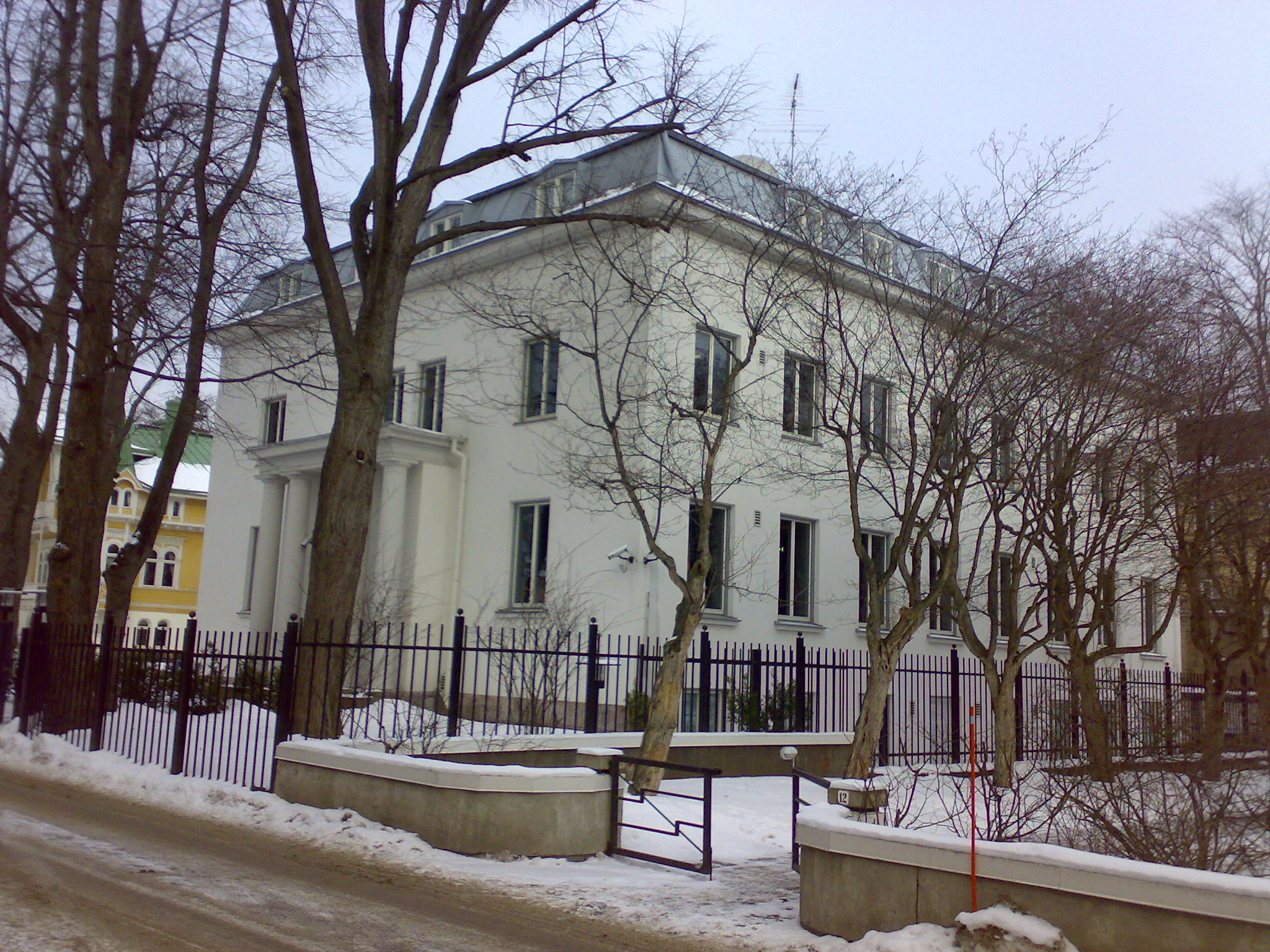
Посольство Естонії
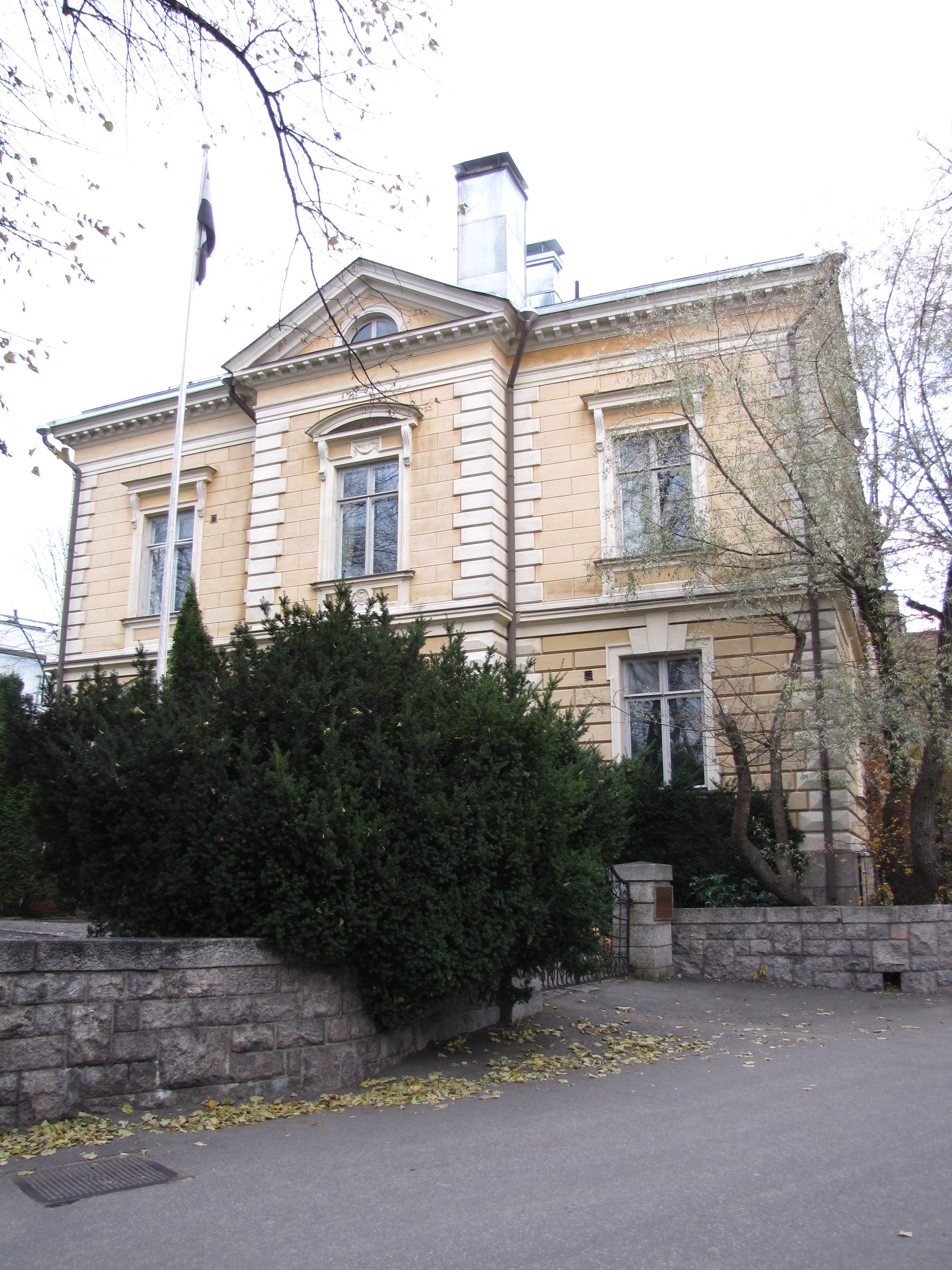
Посольство Єгипту
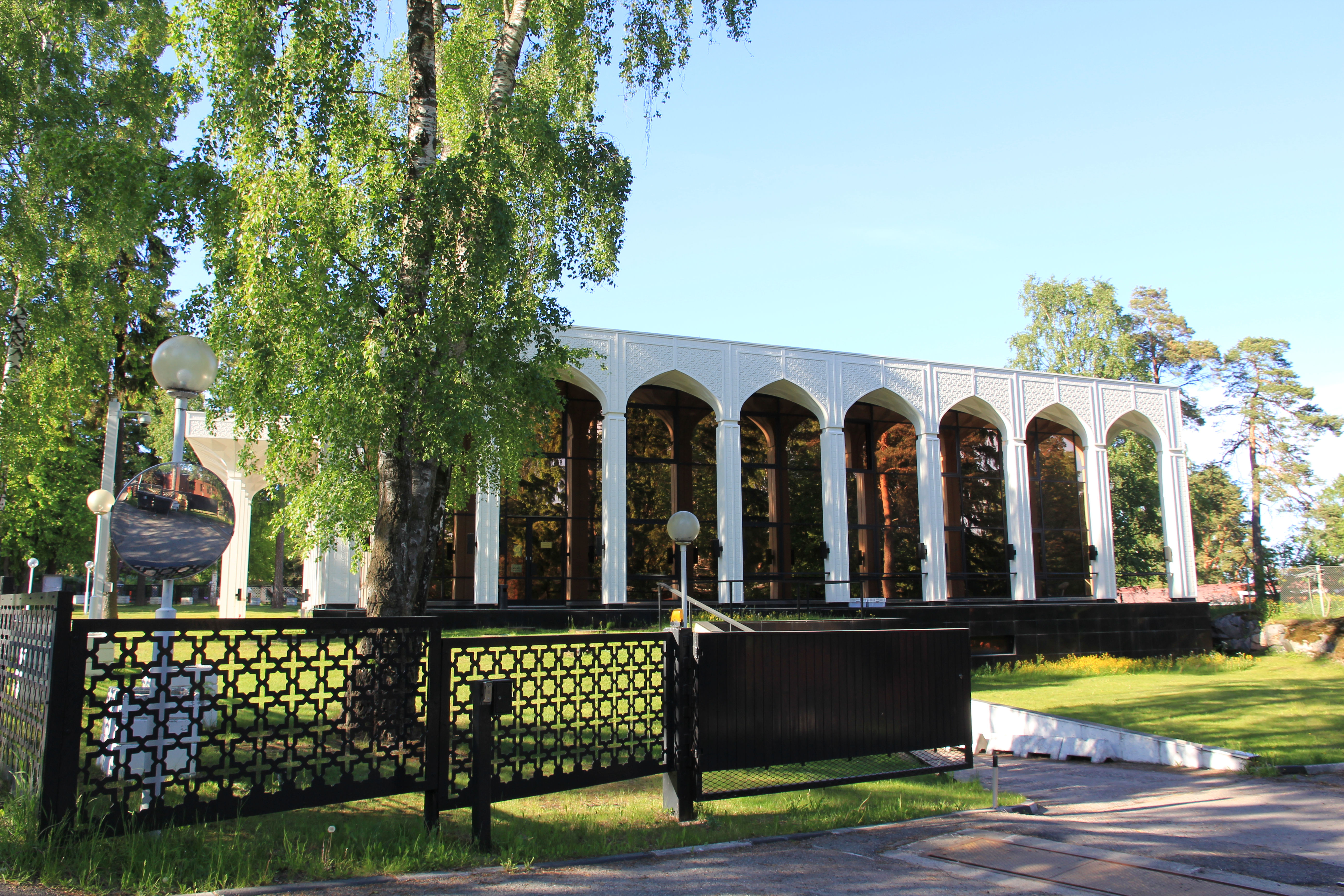
Посольство Іраку
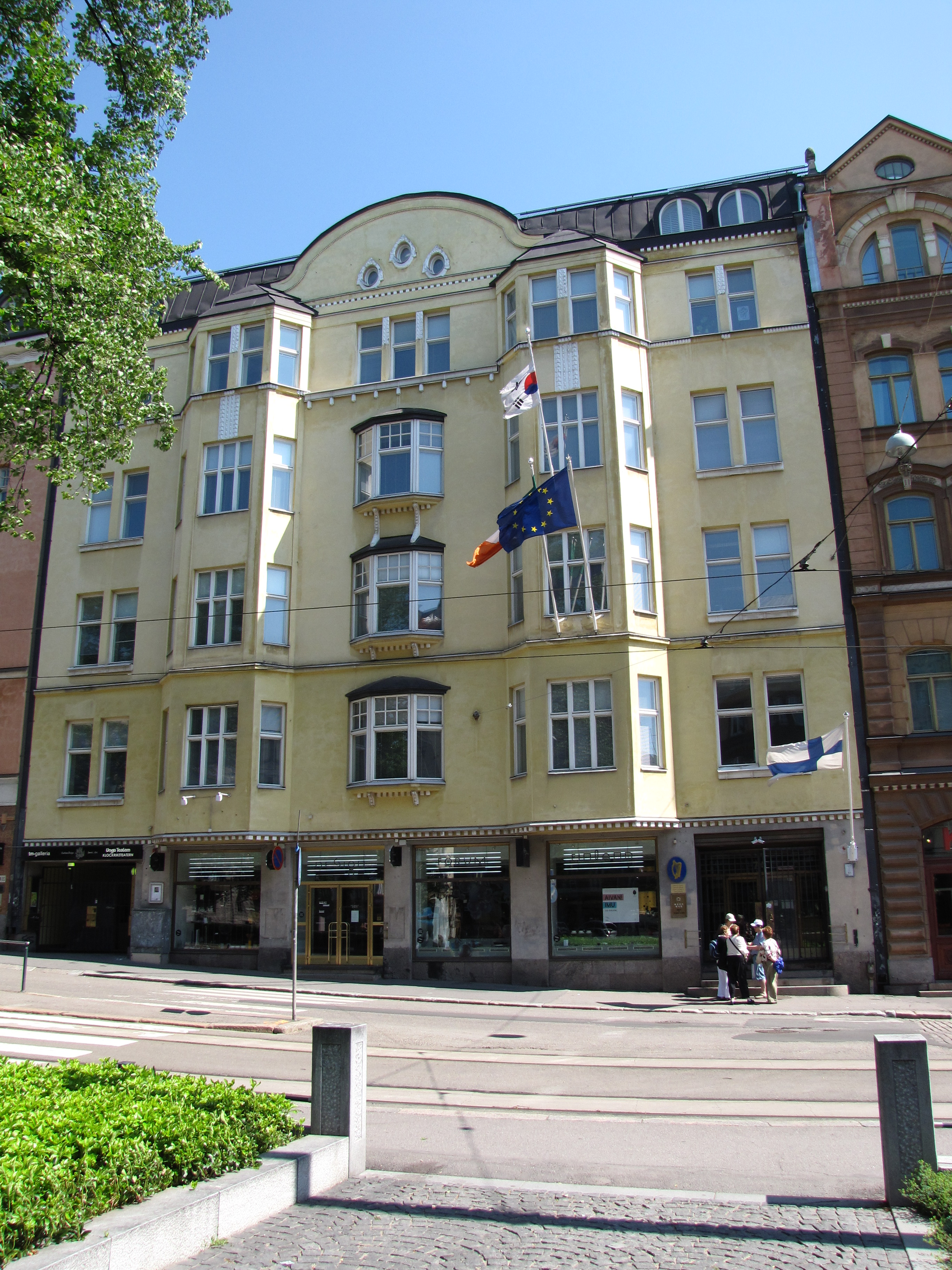
Посольство Ірландії
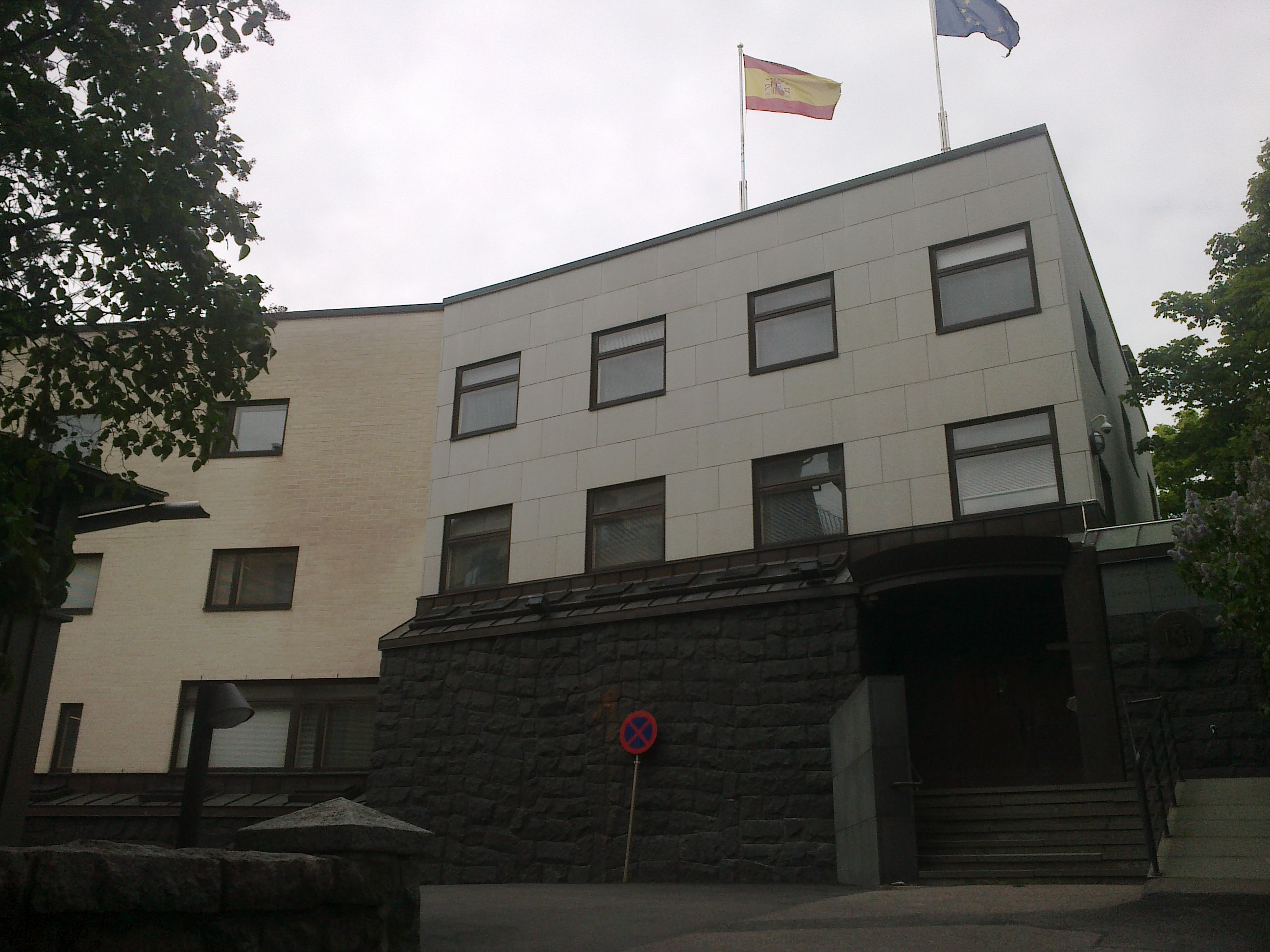
Посольство Іспанії
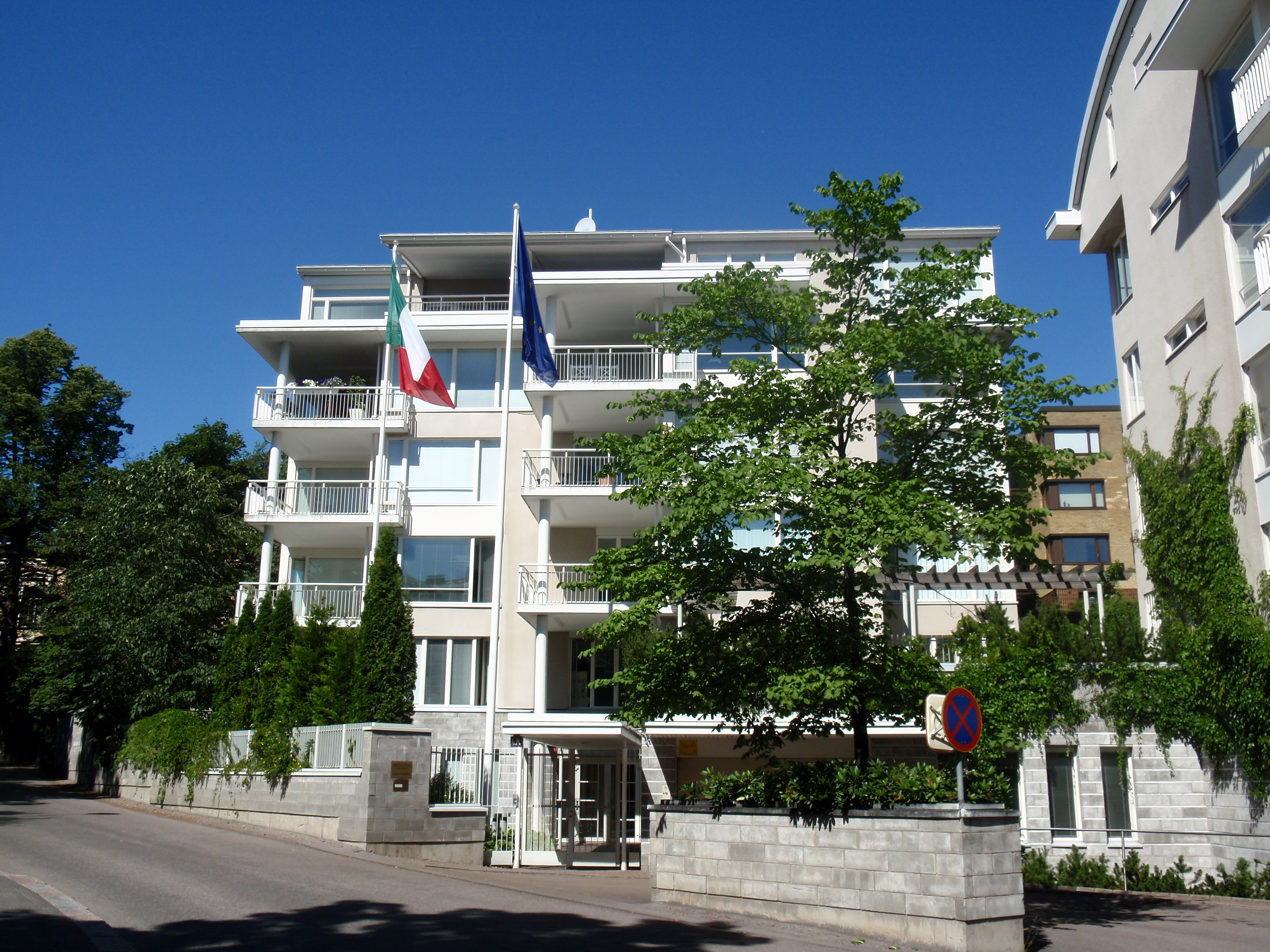
Посольства Італії та Бразилії
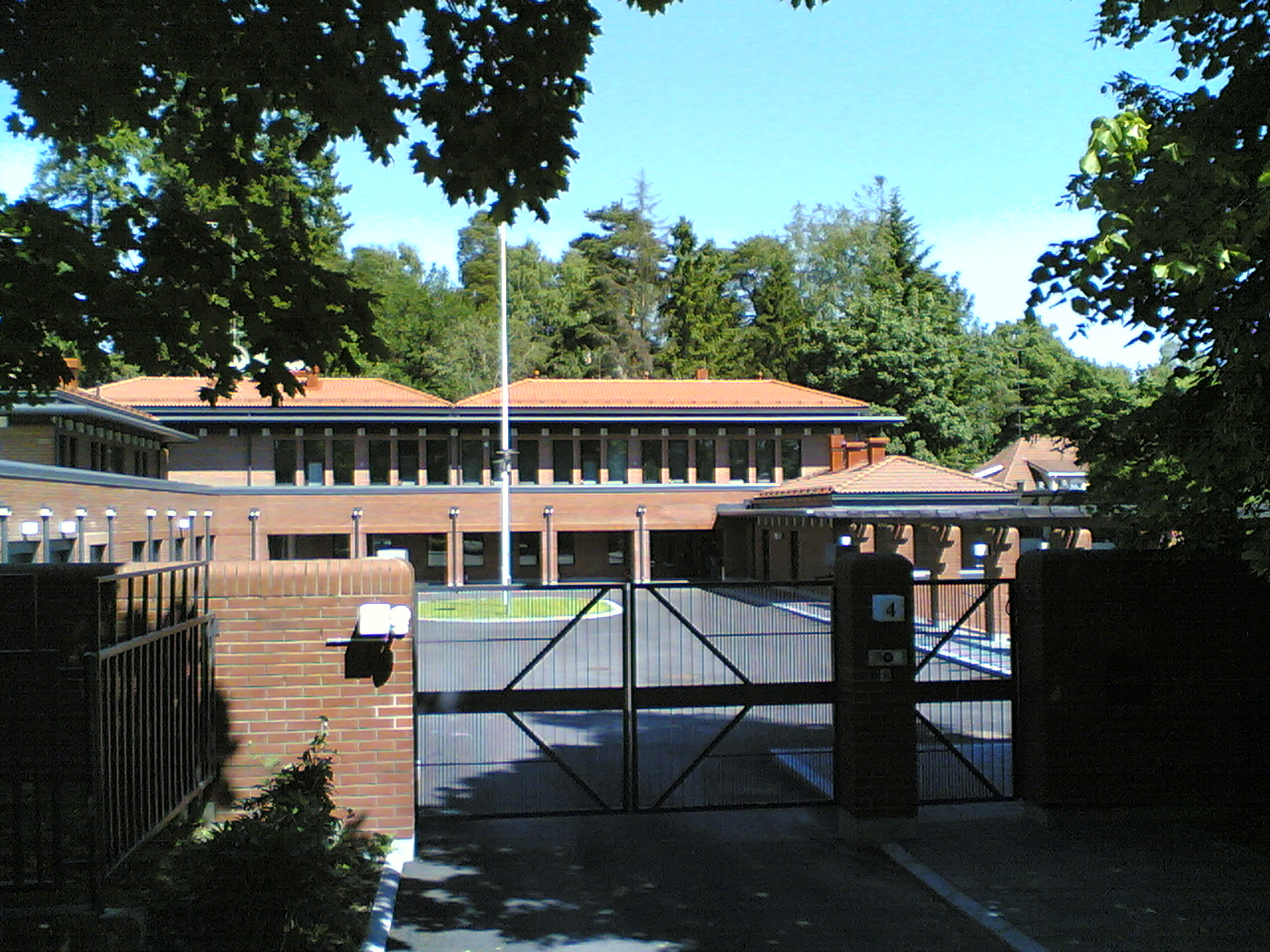
Посольство Китаю
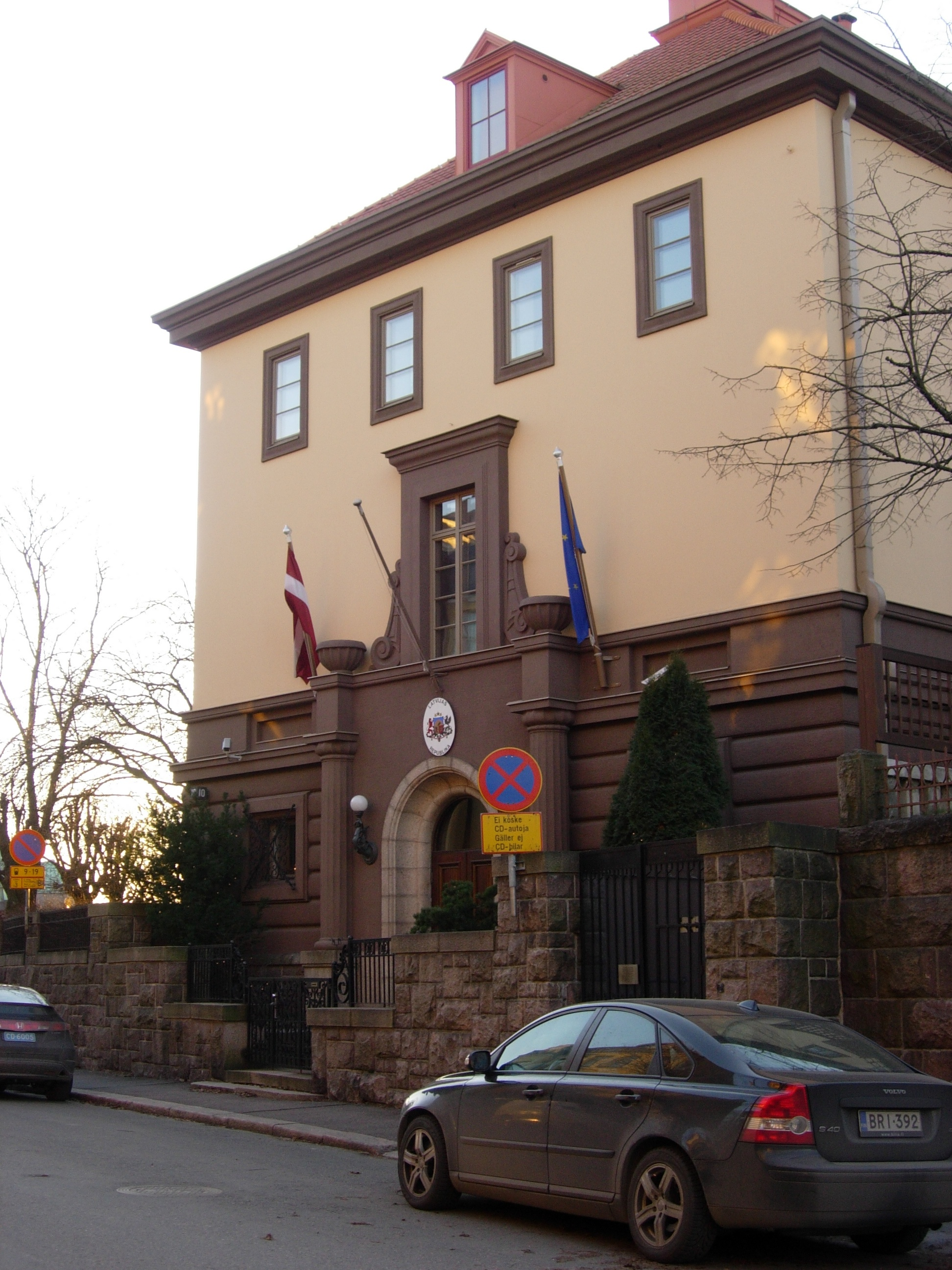
Посольство Латвії
Посольство Нідерландів
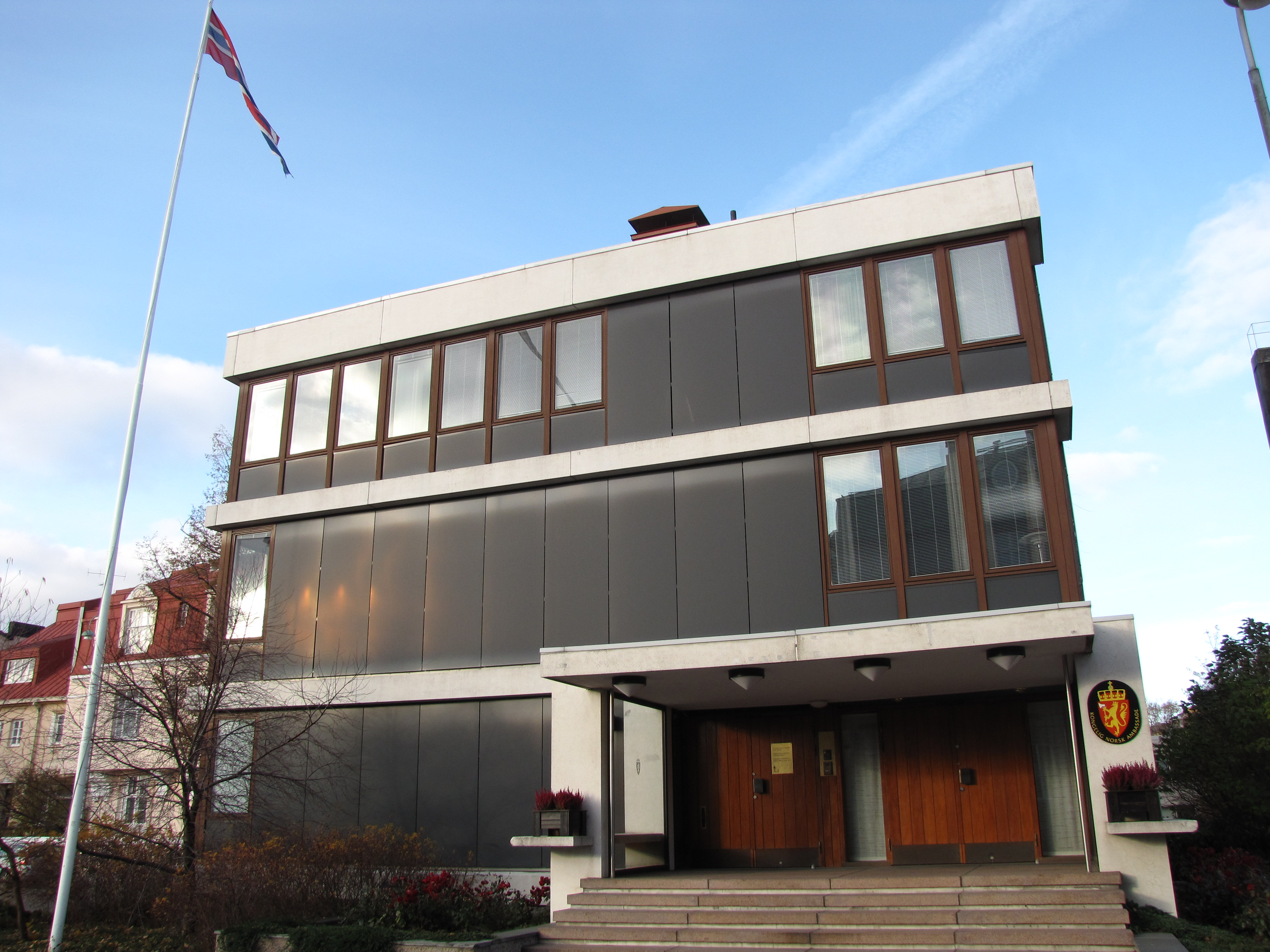
Посольство Норвегії
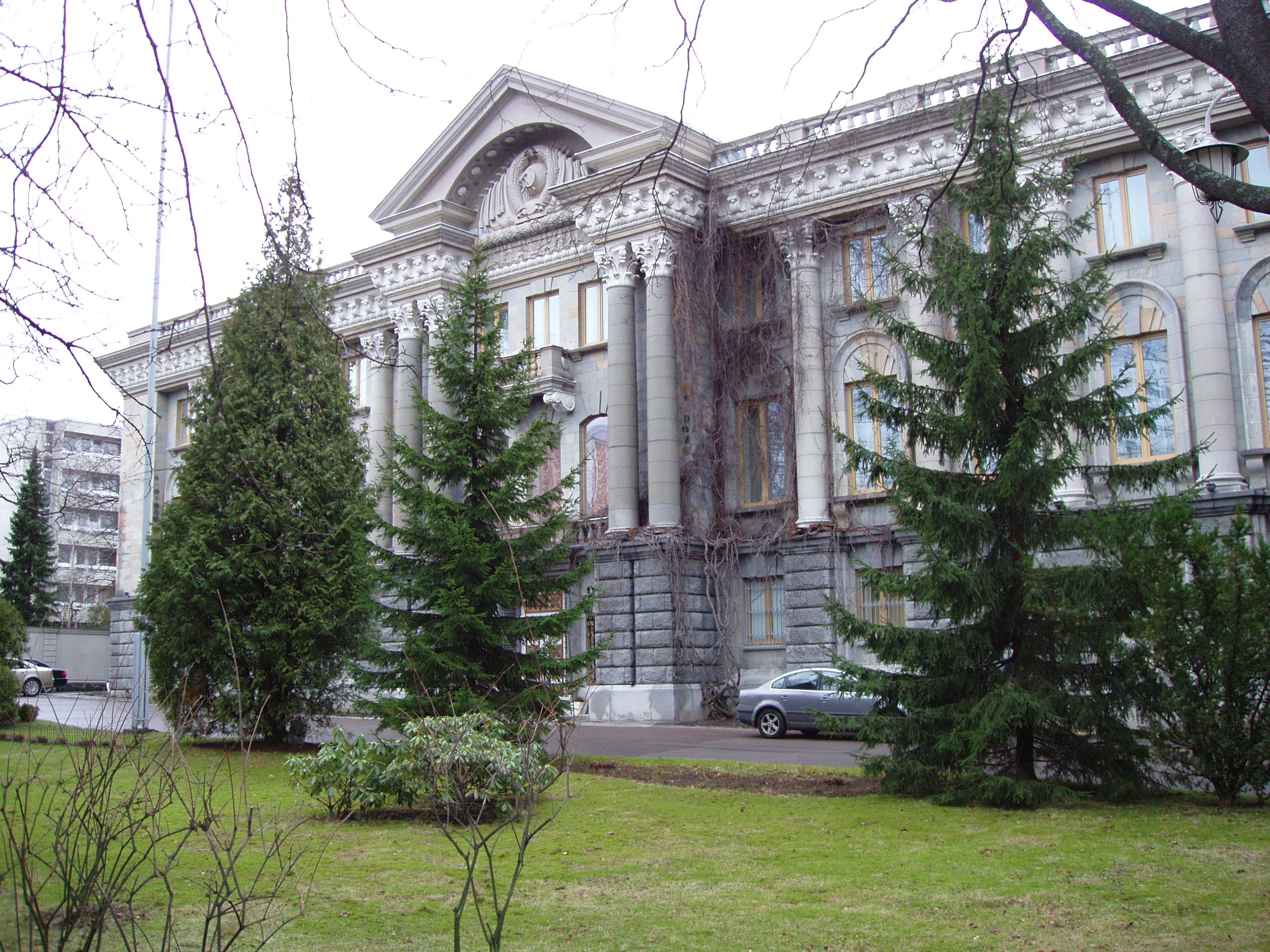
Посольство Росії
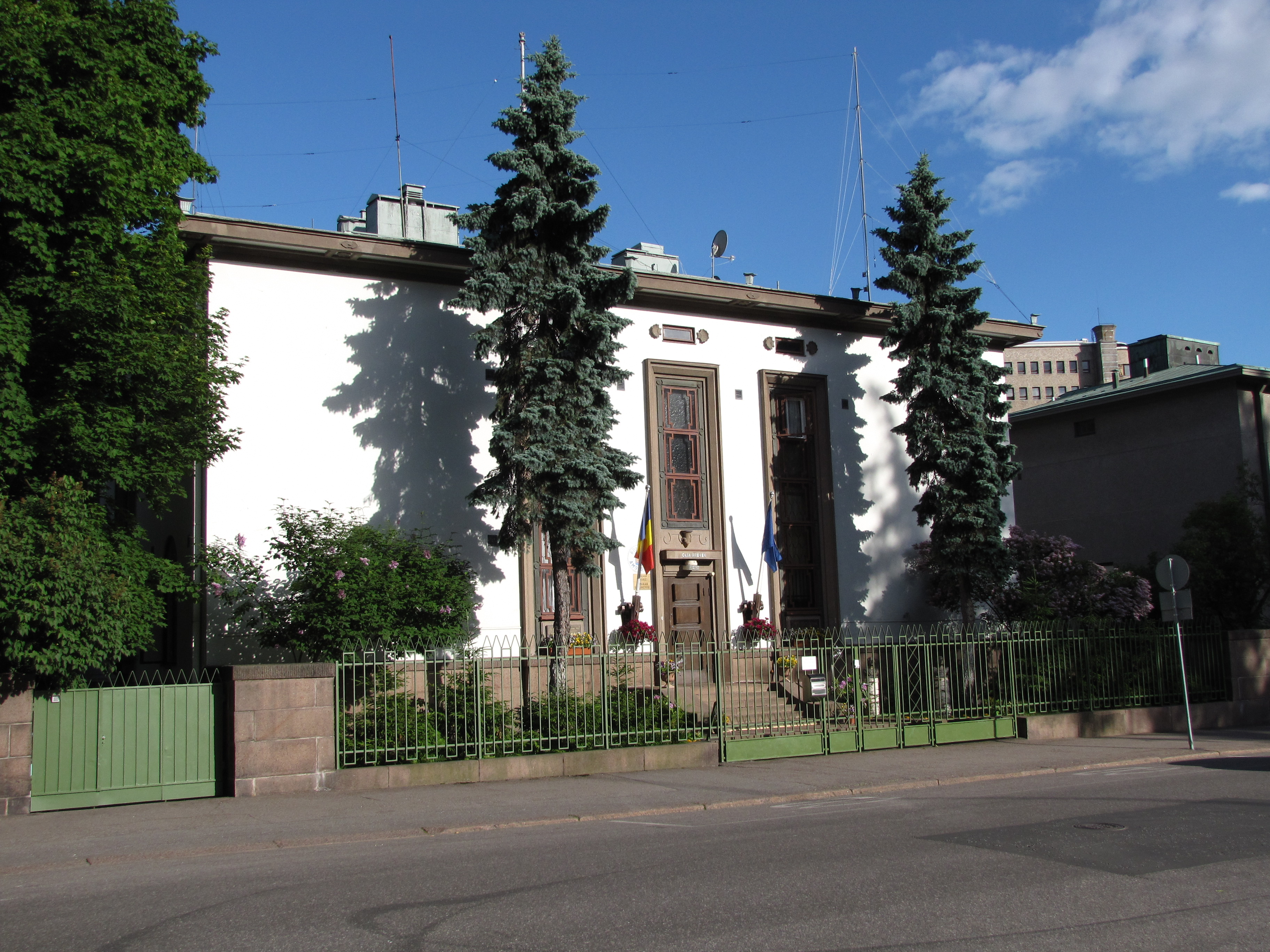
Посольство Румунії
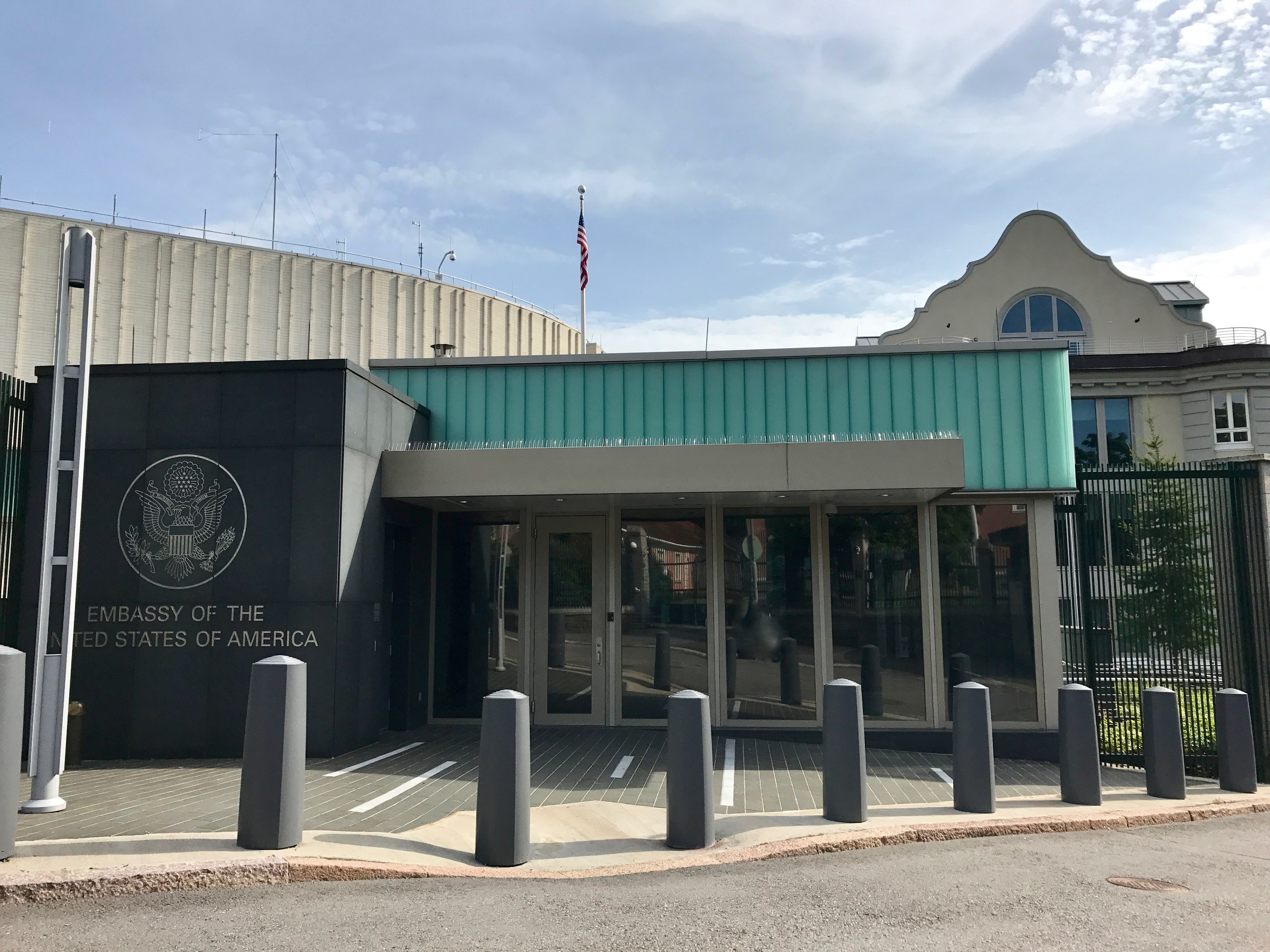
Посольство США
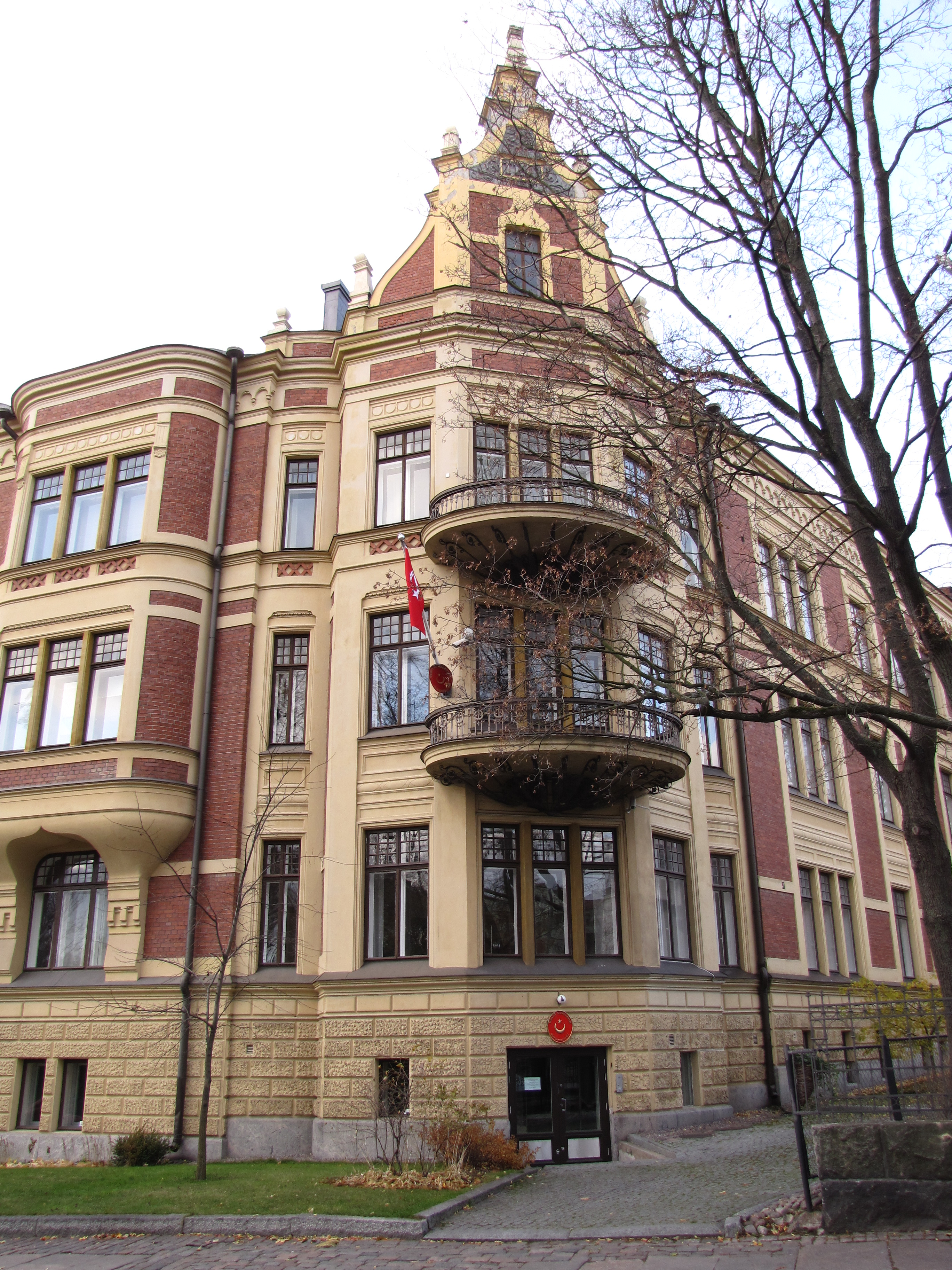
Посольство Туреччини
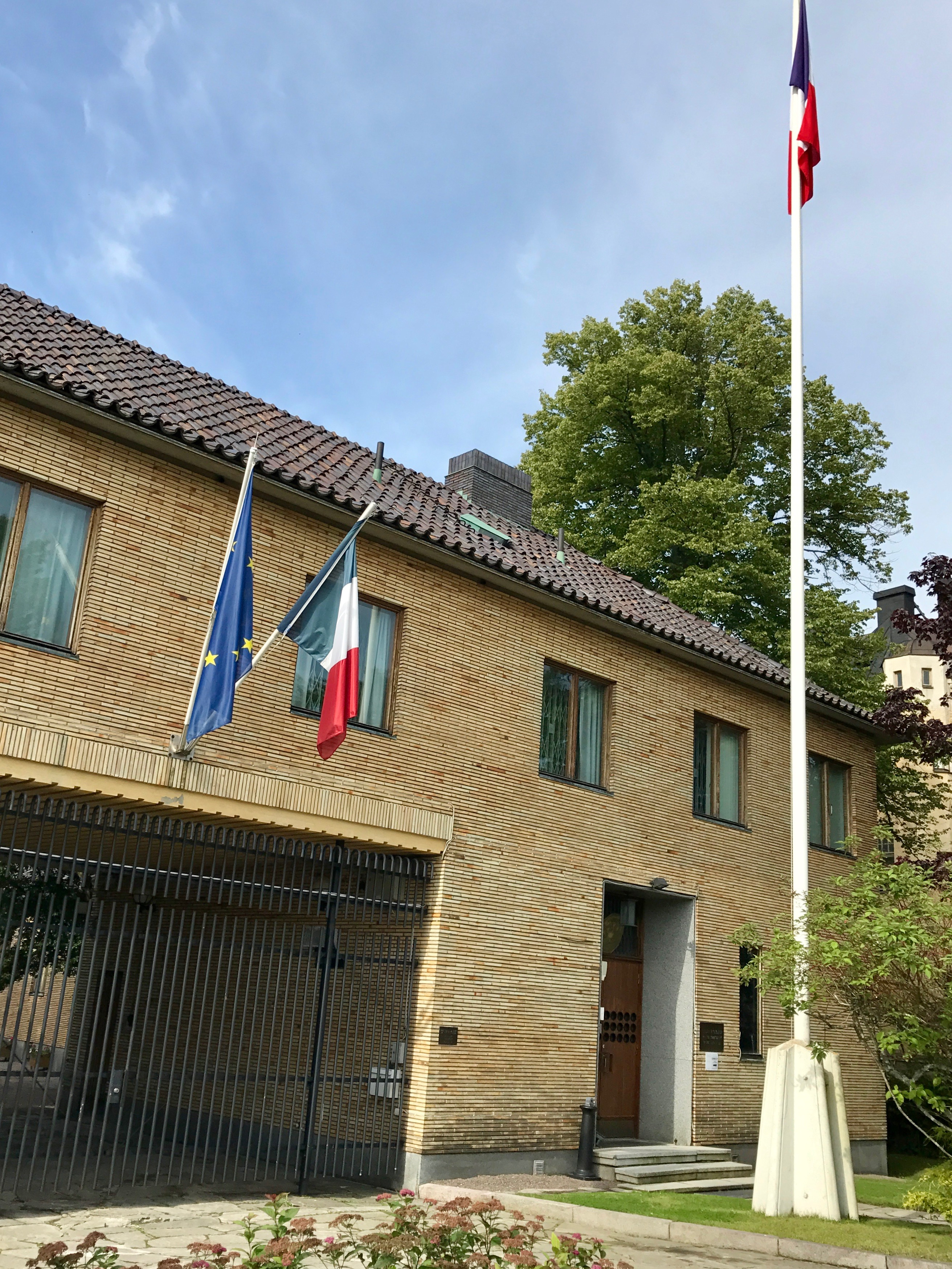
Посольство Франції
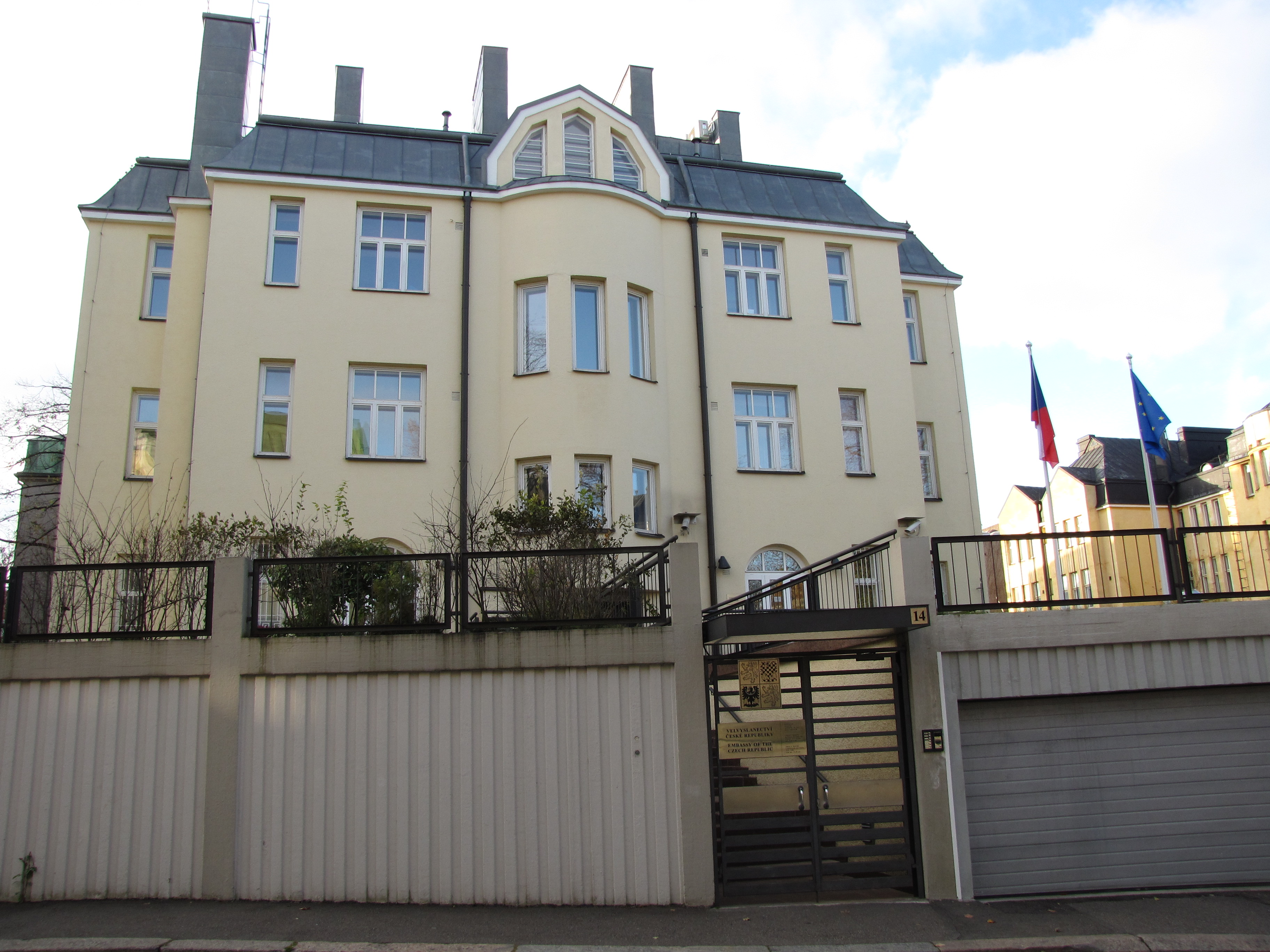
Посольство Чехії
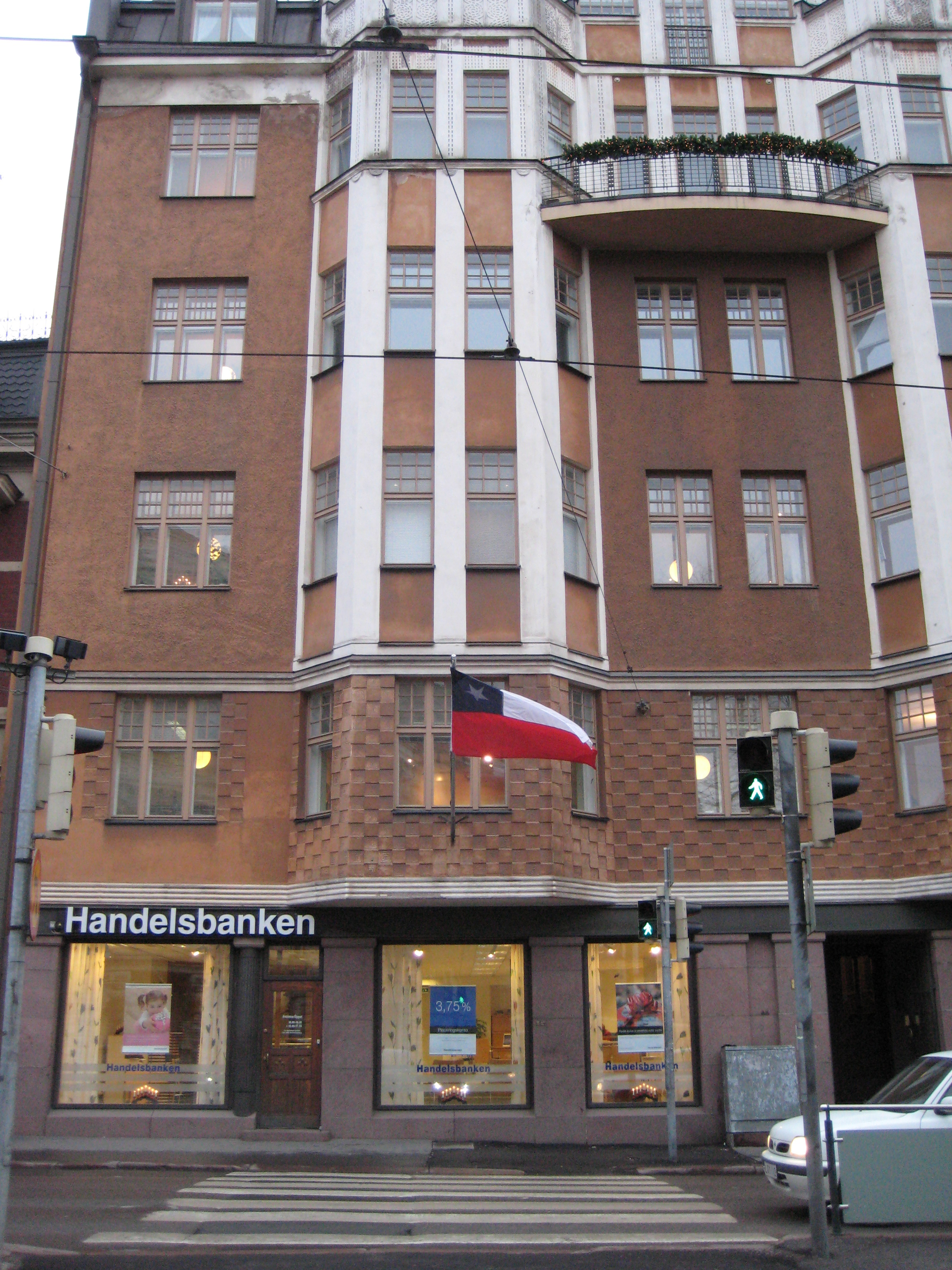
Посольство Чилі
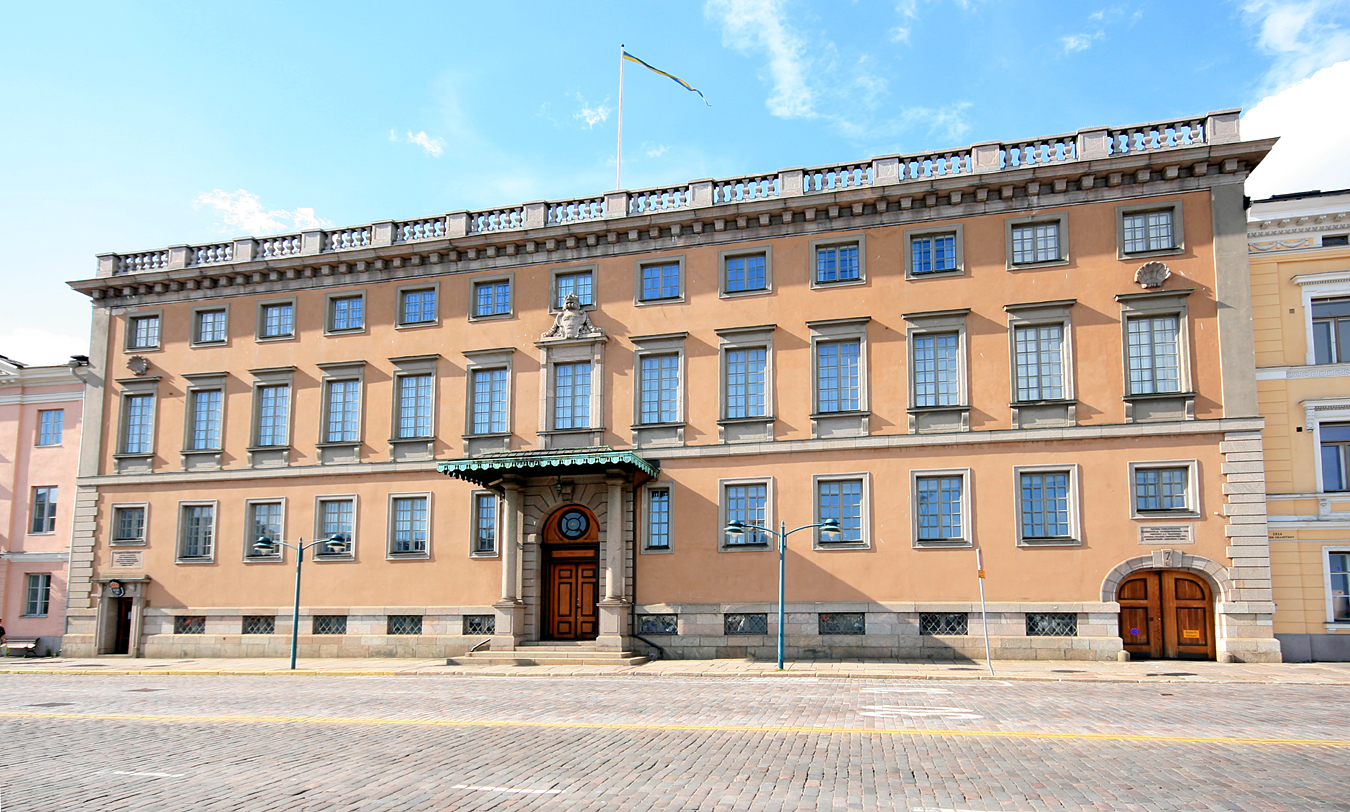
Посольство Швеції
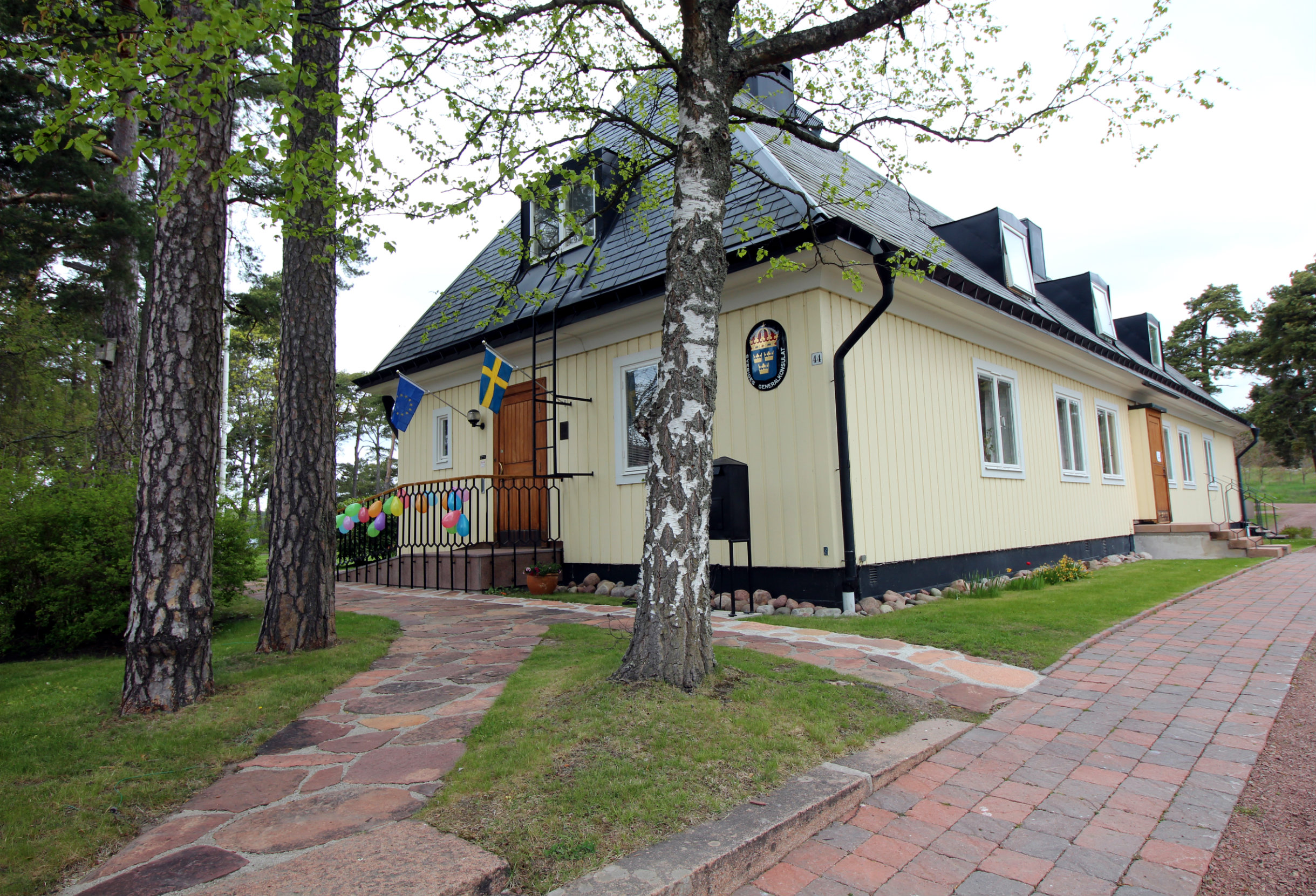
Консульство Росії в Марієгамні
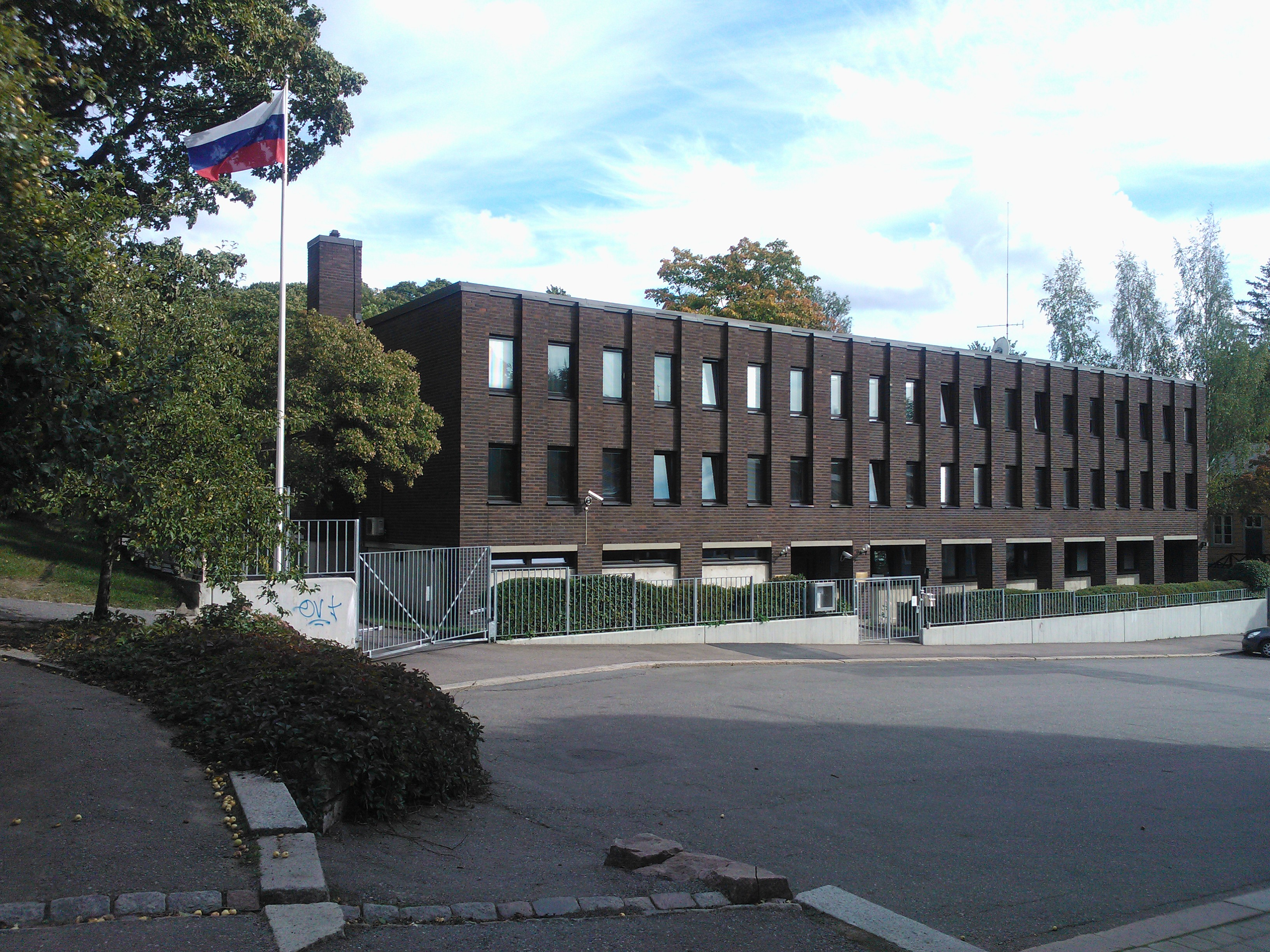
Консульство Росії в Турку
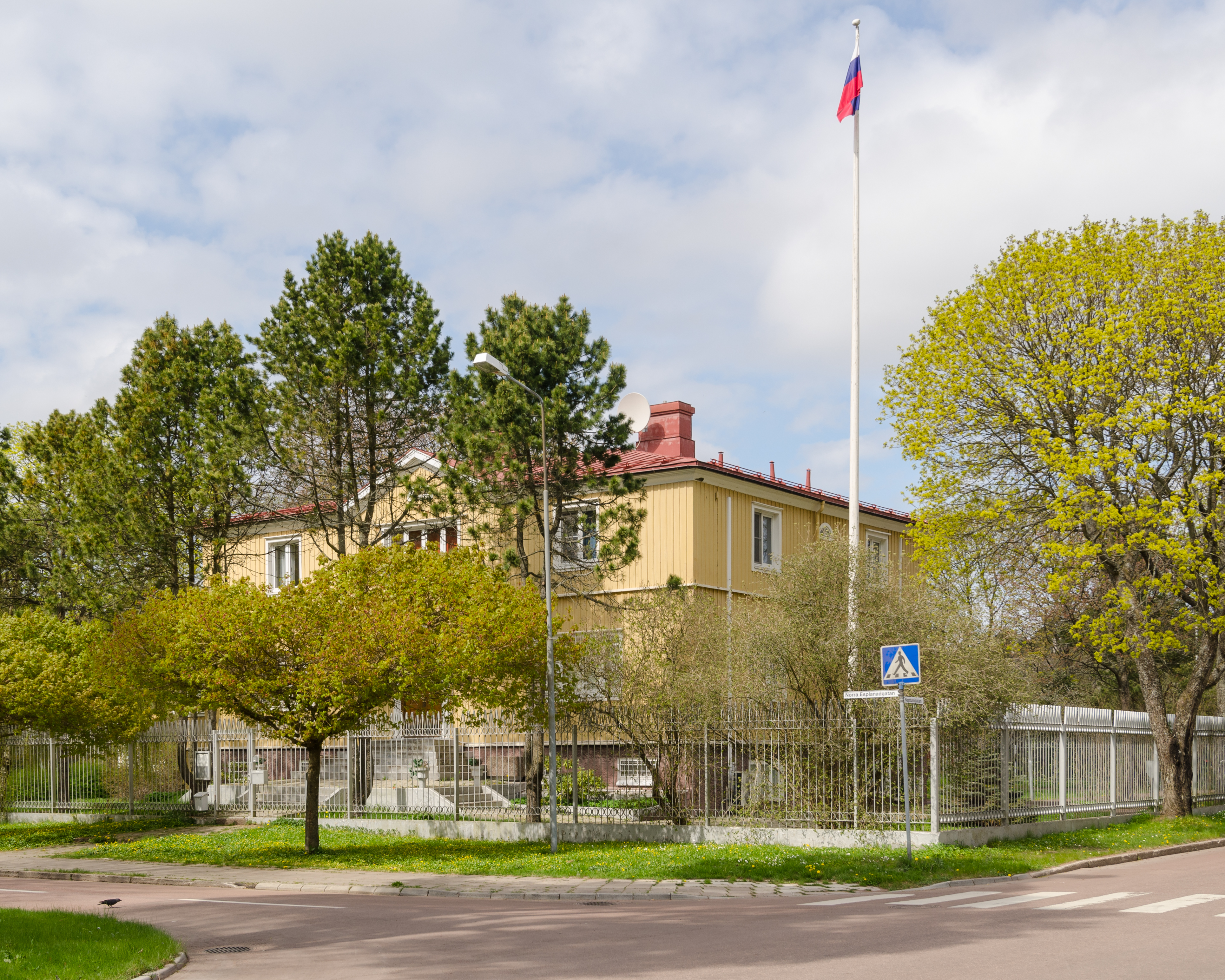
Консульство Швеції в Марієгамні